# تانامبائو واهاتراکاکا
تانامبائو واهاتراکاکا (به لاتین: Tanambao Vahatrakaka) یک منطقهٔ مسکونی در ماداگاسکار است که در واتومندری واقع شده‌است. تانامبائو واهاتراکاکا ۹٬۰۳۸ نفر جمعیت دارد.